# Первый автограф
«Первый автограф» — советский рисованный мультипликационный фильм, вышедший во время проведения Московской олимпиады в 1980 году.

## Сюжет
О том, как звери пытались получить автограф у олимпийского Мишки. Заяц выходит с почты и читает полученную телеграмму: медведя приглашают в Москву на олимпиаду! Надо немедленно передать ему новость! Длинноухий со всех ног несется к месту назначения. Тем временем высадился с вертолета бурундук — он прилетел из-за границы, чтобы лично повидаться с символом игр. Жителям округи иностранец показывает знаменитую картину "Утро в сосновом лесу" и спрашивает, как ему добраться до поляны. А сам виновник торжества в этот момент поедает сладкие крупные ягоды в малиннике. Интересуется и у него гость, как дойти до нужного пункта. Оказывается, тут недалеко. Встречают медведи гостя замечательно: угощения на стол ставят, чай наливают из самовара. Просит турист: покажите же героя! Зовет тогда отец сына домой. Батюшки! Да ведь это и вовсе не символ с открыток! Отказывается верить бурундук в то, что это тот мишка. Еще бы: ведь весь он с ног до головы перемазан липкой малиной! Отмывает тогда малыша мать в ушате от ягод, и становятся видны на поясе пять колец. Вот теперь — похож, он самый!
Добегает наконец заяц до семьи и отдает телеграмму. Пора отправляться в путь! Гость делает с мохнатым крохой фото и просит автограф. Но некогда тому — надо выдвигаться! Идут теперь медвежонок с иностранцем по лесу. Вдруг навстречу им — огромный тигр! Ах, как перепугал он их! Бегом понеслись друзья к дереву и забрались на него. "Дай автограф!" — просит страшный зверь. Вовсе и не собирался хищник их есть! Расписывается мишка ему на листке, а теперь, наконец, и до бурундука дело доходит: ему тоже свою закорючку ставит герой. В финале мультфильма направляются наши персонажи в сторону Москвы и поют веселую песенку о дружбе, спорте и победах!

## Создатели
| авторы сценария           | Сакко Рунге, Борис Дёжкин                            |
| текст песни               | Сакко Рунге                                          |
| режиссёр                  | Борис Дёжкин                                         |
| художник-постановщик      | Александр Винокуров, Борис Дёжкин                    |
| композитор                | Виктор Лебедев                                       |
| художники-мультипликаторы | Юрий Мещеряков, Сергей Дёжкин                        |
| художники:                | Пётр Коробаев, Эрраст Трескин, В. Дымич, С. Воробьёв |
| оператор                  | Михаил Друян                                         |
| звукооператор             | Владимир Кутузов                                     |
| монтажёр                  | О. Василенко                                         |
| ассистенты                | Р. Макарова, Е. Кунакова                             |
| шумовое оформление        | Александр Баранов                                    |
| редактор                  | Раиса Фричинская                                     |
| директор картины          | Нинель Липницкая                                     |

## Роли озвучивали
- Клара Румянова — Зайчик-почтальон; Олимпийский Мишка; Медведица; вокал
- Борис Рунге — Бобр, Брат олимпийского Мишки и другие зверята кричашиеся "Почта!"
- Юрий Волынцев — Медведь
- Георгий Вицин — исполняет песню
- Юрий Пузырёв - Тигр (в титрах не указан)

## История создания
Мультфильм был запущен в подготовительный период в марте 1979 года. Только в процессе работы над режиссёрским сценарием он приобрел окончательное название — «Первый автограф». Раскадровку и эскизы худсовет оценил очень высоко, раскритиковав лишь музыку. Однако в процессе производства начались сложности. Из-за длительной болезни режиссёра сроки неоднократно переносились, и закончен он был лишь в конце января 1980 года. В процессе работы фильм очень сильно изменился, потерял множество выписанных в сценарии остроумных деталей (хотя ещё во время приема подготовительных работ Святослав Рунге пожелал, «чтобы Дёжкин придерживался того хорошего, что было им самим найдено»), сценарно-редакционная коллегия студии неоднократно признавала необходимость внесения в рабочий материал поправок. В довершение всего, исправлений потребовала и редакционная коллегия Госкино, для чего фильм был отправлен на переработку и окончательно принят только 26 февраля.